# Чарлс III
Чарлс III (енгл. Charles III; Лондон, 14. новембар 1948), пуним именом Чарлс Филип Артур Џорџ (енгл. Charles Philip Arthur George), је краљ Уједињеног Краљевства и 14 других крунских земаља Комонвелта.
Чарлс је рођен у Бакингемској палати током владавине свог деде по мајци, Џорџа VI, и имао је три године када је његова мајка,  Елизабета II, ступила на престо 1952. године, када је постао престолонаследник. Проглашен је принцом од Велса 1958, а његова инвеститура је одржана 1969. године. Након што је дипломирао на Универзитету у Кембриџу, Чарлс је пет година служио у Краљевском ратном ваздухопловству и морнарици, од 1971. до 1976. године. Године 1981. оженио се леди Дајаном Спенсер, са којом је добио два сина: Вилијама и Харија. Развели су се 1996. године, након што су се обоје упустили у јавно познате ванбрачне афере. Дајана је умрла од последица повреда задобијених у саобраћајној несрећи следеће године. Чарлс се 2005. оженио својом дугогодишњом партнерком Камилом Паркер Боулз.
Као наследник, Чарлс је преузео службене дужности и ангажмане у име своје мајке. Основао је Принчев труст 1976. године, спонзорисао је Принчеве добротворне организације и био је покровитељ, председник или члан преко 800 других добротворних удружења и организација. Залагао се за очување историјских грађевина и важност архитектуре у друштву. У том смислу, створио је експериментални нови град Паундбери. Као еколошки активиста, Чарлс је подржавао органску пољопривреду и акције за спречавање климатских промена током свог управљања имањима Војводства Корнвол, што му је донело бројне награде и признања, као и похвале и критике због противљења генетски модификованој храни. Такође подржава хомеопатију и друге алтернативне лекове. Аутор је или коаутор 17 књига.
Чарлс је постао краљ након смрти своје мајке 8. септембра 2022. године. Са 73 године постао је најстарија особа која је ступила на британски трон, након што је био и најстарији престолонаследник и принц од Велса у британској историји. Крунисан је у Вестминстерској опатији 6. маја 2023. године.

## Принц од Велса
Чарлс је постављен за принца од Велса и грофа од Честера 26. јула 1958, иако је његова инвеститура одржана тек 1. јула 1969, када га је крунисала његова мајка на телевизијској церемонији одржаној у замку Кернарфон; био је контроверзан у Велсу због растућег велшког националистичког расположења. Заузео је своје место у Дому лордова следеће године и одржао је свој први говор 13. јуна 1974. први краљевски који је говорио са говора од будућег Едварда VII 1884. године. Поново је говорио 1975. године.
Чарлс је почео да преузима више јавних дужности, оснивајући Принчев фонд 1976. године и путујући у Сједињене Државе 1981. године. Средином 1970-их изразио је интересовање да буде генерални гувернер Аустралије, на предлог аустралијског премијера Малколма Фрејзера; међутим, због недостатка ентузијазма јавности, од предлога није било ништа. Као реакцију, Чарлс је прокоментарисао, "па, шта треба да мислите када сте спремни да урадите нешто да помогнете, а само вам кажу да нисте тражени?"

## Владавина
Чарлс је ступио на британски трон након смрти своје мајке 8. септембра 2022. Био је британски наследник са најдужим стажом, пошто је 20. априла 2011. премашио рекорд Едварда VII од 59 година. Чарлс је био најстарија особа која је наследила британски престо, са 73 године. Претходни рекордер, Вилијам IV, имао је 64 године када је постао краљ 1830. године.
Чарлс је одржао свој први говор нацији у 18 часова 9. септембра, у коме је одао почаст својој мајци и најавио именовање свог старијег сина Вилијама за принца од Велса. Следећег дана, Приступни савет је јавно прогласио Чарлса за краља, а церемонија је по први пут преношена на телевизији. Међу присутнима су били краљица Камила, принц Вилијам и британска премијерка Лиз Трас, заједно са њених шест живих претходника. Проглас су прочитале и локалне власти широм Уједињеног Краљевства. Друге области су потписивале и читале сопствене прокламације, као што су то урадиле Шкотска, Велс, Северна Ирска, британске прекоморске територије, зависне државе, канадске провинције и аустралијске државе.
Чарлсово и Камилино крунисање је одржано у Вестминстерској опатији 6. маја 2023. године. Планови су прављени дуги низ година, под кодним називом Операција Златна кугла. Извештаји пре његовог ступања сугерисали су да ће Чарлсово крунисање бити једноставније од крунисања његове мајке 1953. године, при чему се очекује да ће церемонија бити „краћа, мања, јефтинија и репрезентативнија за различите вере и групе у заједници – у складу са краљевом желе да одражавају етничку разноликост модерне Британије“. Без обзира на то, крунисање је било обред Енглеске цркве, укључујући крунисање, помазање, испоруку кугле и устоличење. У јулу су присуствовали националној служби захвалности где су Чарлсу уручене почасти Шкотске у катедрали Светог Џајлса.
Чарлс и Камила су били у три државне посете и примили две. У новембру 2022. угостили су јужноафричког председника Сирила Рамафосу током прве званичне државне посете Британији за време Чарлсове владавине. У марту следеће године, краљ и краљица су кренули у државну посету Немачкој; Чарлс је постао први британски монарх који се обратио Бундестагу. Слично томе, у септембру је постао први британски монарх који је одржао говор из сената Француске током своје државне посете земљи. Следећег месеца, краљ је посетио Кенију где се суочио са притиском да се извини за британске колонијалне акције. У говору на државном банкету, он је признао „гнусне и неоправдане акте насиља“, али се није формално извинио.
У јануару 2024. Чарлс је подвргнут „корективној процедури“ на лондонској клиници за лечење бенигног увећања простате, што је резултирало одлагањем неких његових јавних ангажмана. У фебруару је Бакингемска палата саопштила да је током лечења откривен рак, али да није реч о раку простате. Иако су његове јавне дужности биле одложене, пријављено је да ће Чарлс наставити да испуњава своје уставне функције током амбулантног лечења. Објавио је изјаву у којој подржава своју подршку добротворним организацијама за борбу против рака и да је „остао позитиван“ на потпуни опоравак. У марту, Камила га је замењивала у његовом одсуству на служби Дана Комонвелта у Вестминстерској опатији и у Ројал Мади у Вустерској катедрали. Први велики јавни наступ од када му је дијагностикован рак имао је на ускршњој служби одржаној у капели Светог Ђорђа, у замку Виндзор, 31. марта. Дана 26. априла је објављено да ће наставити да обавља јавне дужности након што је постигао напредак у лечењу рака.

## Породично стабло
|  |                                                        |  |  |  |  |  |  |  |  |  |  |  |  |  |  |  |
|  | 16. Кристијан IX Дански                                |  |  |  |  |  |  |  |  |  |  |  |  |  |  |  |
|  |                                                        |  |  |  |  |  |  |  |  |  |  |  |  |  |  |  |
|  |                                                        |  |  |  |  |  |  |  |  |  |  |  |  |  |  |  |
|  | 8. Ђорђе I Грчки                                       |  |  |  |  |  |  |  |  |  |  |  |  |  |  |  |
|  |                                                        |  |  |  |  |  |  |  |  |  |  |  |  |  |  |  |
|  |                                                        |  |  |  |  |  |  |  |  |  |  |  |  |  |  |  |
|  | 17. Лујза од Хесен-Касела                              |  |  |  |  |  |  |  |  |  |  |  |  |  |  |  |
|  |                                                        |  |  |  |  |  |  |  |  |  |  |  |  |  |  |  |
|  |                                                        |  |  |  |  |  |  |  |  |  |  |  |  |  |  |  |
|  | 4. Андреј од Грчке и Данске                            |  |  |  |  |  |  |  |  |  |  |  |  |  |  |  |
|  |                                                        |  |  |  |  |  |  |  |  |  |  |  |  |  |  |  |
|  |                                                        |  |  |  |  |  |  |  |  |  |  |  |  |  |  |  |
|  | 18. Константин Николајевич                             |  |  |  |  |  |  |  |  |  |  |  |  |  |  |  |
|  |                                                        |  |  |  |  |  |  |  |  |  |  |  |  |  |  |  |
|  |                                                        |  |  |  |  |  |  |  |  |  |  |  |  |  |  |  |
|  | 9. Олга Константиновна                                 |  |  |  |  |  |  |  |  |  |  |  |  |  |  |  |
|  |                                                        |  |  |  |  |  |  |  |  |  |  |  |  |  |  |  |
|  |                                                        |  |  |  |  |  |  |  |  |  |  |  |  |  |  |  |
|  | 19. Александра од Саксе-Алтенбурга                     |  |  |  |  |  |  |  |  |  |  |  |  |  |  |  |
|  |                                                        |  |  |  |  |  |  |  |  |  |  |  |  |  |  |  |
|  |                                                        |  |  |  |  |  |  |  |  |  |  |  |  |  |  |  |
|  | 2. Принц Филип, војвода од Единбурга                   |  |  |  |  |  |  |  |  |  |  |  |  |  |  |  |
|  |                                                        |  |  |  |  |  |  |  |  |  |  |  |  |  |  |  |
|  |                                                        |  |  |  |  |  |  |  |  |  |  |  |  |  |  |  |
|  | 20. Александар од Хесена и Рајне (1823—1888)           |  |  |  |  |  |  |  |  |  |  |  |  |  |  |  |
|  |                                                        |  |  |  |  |  |  |  |  |  |  |  |  |  |  |  |
|  |                                                        |  |  |  |  |  |  |  |  |  |  |  |  |  |  |  |
|  | 10. Лудвиг Александар од Батенберга                    |  |  |  |  |  |  |  |  |  |  |  |  |  |  |  |
|  |                                                        |  |  |  |  |  |  |  |  |  |  |  |  |  |  |  |
|  |                                                        |  |  |  |  |  |  |  |  |  |  |  |  |  |  |  |
|  | 21. Countess Julia Hauke                               |  |  |  |  |  |  |  |  |  |  |  |  |  |  |  |
|  |                                                        |  |  |  |  |  |  |  |  |  |  |  |  |  |  |  |
|  |                                                        |  |  |  |  |  |  |  |  |  |  |  |  |  |  |  |
|  | 5. Алиса од Батенберга                                 |  |  |  |  |  |  |  |  |  |  |  |  |  |  |  |
|  |                                                        |  |  |  |  |  |  |  |  |  |  |  |  |  |  |  |
|  |                                                        |  |  |  |  |  |  |  |  |  |  |  |  |  |  |  |
|  | 22. Лудвиг IV, велики војвода од Хесена и Рајне        |  |  |  |  |  |  |  |  |  |  |  |  |  |  |  |
|  |                                                        |  |  |  |  |  |  |  |  |  |  |  |  |  |  |  |
|  |                                                        |  |  |  |  |  |  |  |  |  |  |  |  |  |  |  |
|  | 11. Викторија од Хесена и Рајне                        |  |  |  |  |  |  |  |  |  |  |  |  |  |  |  |
|  |                                                        |  |  |  |  |  |  |  |  |  |  |  |  |  |  |  |
|  |                                                        |  |  |  |  |  |  |  |  |  |  |  |  |  |  |  |
|  | 23. Алиса од Велике Британије                          |  |  |  |  |  |  |  |  |  |  |  |  |  |  |  |
|  |                                                        |  |  |  |  |  |  |  |  |  |  |  |  |  |  |  |
|  |                                                        |  |  |  |  |  |  |  |  |  |  |  |  |  |  |  |
|  | 1. Чарлс                                               |  |  |  |  |  |  |  |  |  |  |  |  |  |  |  |
|  |                                                        |  |  |  |  |  |  |  |  |  |  |  |  |  |  |  |
|  |                                                        |  |  |  |  |  |  |  |  |  |  |  |  |  |  |  |
|  | 24. Едвард VII                                         |  |  |  |  |  |  |  |  |  |  |  |  |  |  |  |
|  |                                                        |  |  |  |  |  |  |  |  |  |  |  |  |  |  |  |
|  |                                                        |  |  |  |  |  |  |  |  |  |  |  |  |  |  |  |
|  | 12. Џорџ V                                             |  |  |  |  |  |  |  |  |  |  |  |  |  |  |  |
|  |                                                        |  |  |  |  |  |  |  |  |  |  |  |  |  |  |  |
|  |                                                        |  |  |  |  |  |  |  |  |  |  |  |  |  |  |  |
|  | 25. Александра од Данске                               |  |  |  |  |  |  |  |  |  |  |  |  |  |  |  |
|  |                                                        |  |  |  |  |  |  |  |  |  |  |  |  |  |  |  |
|  |                                                        |  |  |  |  |  |  |  |  |  |  |  |  |  |  |  |
|  | 6. Џорџ VI                                             |  |  |  |  |  |  |  |  |  |  |  |  |  |  |  |
|  |                                                        |  |  |  |  |  |  |  |  |  |  |  |  |  |  |  |
|  |                                                        |  |  |  |  |  |  |  |  |  |  |  |  |  |  |  |
|  | 26. Френсис, војвода од Тека                           |  |  |  |  |  |  |  |  |  |  |  |  |  |  |  |
|  |                                                        |  |  |  |  |  |  |  |  |  |  |  |  |  |  |  |
|  |                                                        |  |  |  |  |  |  |  |  |  |  |  |  |  |  |  |
|  | 13. Марија од Тека                                     |  |  |  |  |  |  |  |  |  |  |  |  |  |  |  |
|  |                                                        |  |  |  |  |  |  |  |  |  |  |  |  |  |  |  |
|  |                                                        |  |  |  |  |  |  |  |  |  |  |  |  |  |  |  |
|  | 27. Мери Аделејд од Кембриџа                           |  |  |  |  |  |  |  |  |  |  |  |  |  |  |  |
|  |                                                        |  |  |  |  |  |  |  |  |  |  |  |  |  |  |  |
|  |                                                        |  |  |  |  |  |  |  |  |  |  |  |  |  |  |  |
|  | 3. Елизабета II                                        |  |  |  |  |  |  |  |  |  |  |  |  |  |  |  |
|  |                                                        |  |  |  |  |  |  |  |  |  |  |  |  |  |  |  |
|  |                                                        |  |  |  |  |  |  |  |  |  |  |  |  |  |  |  |
|  | 28. Клод Боуз-Лајон, 13. гроф од Стратмора и Кингхорна |  |  |  |  |  |  |  |  |  |  |  |  |  |  |  |
|  |                                                        |  |  |  |  |  |  |  |  |  |  |  |  |  |  |  |
|  |                                                        |  |  |  |  |  |  |  |  |  |  |  |  |  |  |  |
|  | 14. Клод Боуз-Лајон, 14. гроф од Стратмора и Кингхорна |  |  |  |  |  |  |  |  |  |  |  |  |  |  |  |
|  |                                                        |  |  |  |  |  |  |  |  |  |  |  |  |  |  |  |
|  |                                                        |  |  |  |  |  |  |  |  |  |  |  |  |  |  |  |
|  | 29. Франсес Дора Смит                                  |  |  |  |  |  |  |  |  |  |  |  |  |  |  |  |
|  |                                                        |  |  |  |  |  |  |  |  |  |  |  |  |  |  |  |
|  |                                                        |  |  |  |  |  |  |  |  |  |  |  |  |  |  |  |
|  | 7. Елизабет Боуз-Лајон                                 |  |  |  |  |  |  |  |  |  |  |  |  |  |  |  |
|  |                                                        |  |  |  |  |  |  |  |  |  |  |  |  |  |  |  |
|  |                                                        |  |  |  |  |  |  |  |  |  |  |  |  |  |  |  |
|  | 30. Charles Cavendish-Bentinck                         |  |  |  |  |  |  |  |  |  |  |  |  |  |  |  |
|  |                                                        |  |  |  |  |  |  |  |  |  |  |  |  |  |  |  |
|  |                                                        |  |  |  |  |  |  |  |  |  |  |  |  |  |  |  |
|  | 15. Сесилија Кевендиш-Бентинк                          |  |  |  |  |  |  |  |  |  |  |  |  |  |  |  |
|  |                                                        |  |  |  |  |  |  |  |  |  |  |  |  |  |  |  |
|  |                                                        |  |  |  |  |  |  |  |  |  |  |  |  |  |  |  |
|  | 31. Caroline Louisa Burnaby                            |  |  |  |  |  |  |  |  |  |  |  |  |  |  |  |
|  |                                                        |  |  |  |  |  |  |  |  |  |  |  |  |  |  |  |
|  |                                                        |  |  |  |  |  |  |  |  |  |  |  |  |  |  |  |

## Породица

### Први брак

#### Супружник
| име                       | слика | датум рођења | датум смрти      |
| ------------------------- | ----- | ------------ | ---------------- |
| Дајана, принцеза од Велса |       | 1. јул 1961. | 31. август 1997. |

- брак разведен 1996.

#### Деца
| име                            | слика | датум рођења        | супружник                    |
| ------------------------------ | ----- | ------------------- | ---------------------------- |
| Вилијам, принц од Велса        |       | 21. јун 1982.       | Кетрин, принцеза од Велса    |
| Принц Хари, војвода од Сасекса |       | 15. септембар 1984. | Меган, војвоткиња од Сасекса |

### Други брак

#### Супружник
| име                                           | слика | датум рођења  |
| --------------------------------------------- | ----- | ------------- |
| Камила, краљица пратиља Уједињеног Краљевства |       | 17. јул 1947. |

## Занимљивости
- Као принц Чарлс је први пут посетио Србију 13. септембра 1999, када је посетио британске трупе у јужној српској покрајини, Косову и Метохији.[38]
- Друга посета принца Чарлса је била 2016 године,[39] где је провео два дана.[40] Ту посету су српски медији извештавали као прву посету,[41] после чега је наставио посету јужне српске покрајине, Косова и Метохије.[42] Током посете је одржао говор чији је уводни део био на српском.[43]

- Покровитељ је удружења "Пријатељи планине Атос", од 26. јануара 2012. године.[44][45]
- Јавности је 2012. године открио да навија за ФК Бернли.[46]
- До самог ступања на престо се није изјашњавао о томе какво ће му бити краљевско име. Владари Уједињеног Краљевства могу да мењају своје име по ступању на престо, па је тако његов деда Џорџ VI пре него што је постао краљ био познат као „принц Алберт”. Било је гласина да је Чарлс разматрао име „Џорџ VII”, у част свог деде, пошто су владавине Чарлса I и Чарлса II биле турбулентне и непопуларне.[47]